# Rodzynek w słońcu
Rodzynek w słońcu (ang. A Raisin in the Sun) – amerykański dramat filmowy z 1961 roku w reżyserii Daniela Petriego.

## Nagrody i nominacje
| Nazwa nagrody | Wygrane       | Nominacje                                                                                    |
| ------------- | ------------- | -------------------------------------------------------------------------------------------- |
| Złoty Glob    | bez rezultatu | 1962 Najlepszy aktor w dramacie Sidney Poitier Najlepsza aktorka w dramacie Claudia McNeil   |
| BAFTA         | bez rezultatu | 1962 Najlepsza aktorka zagraniczna Claudia McNeil Najlepszy aktor zagraniczny Sidney Poitier |
| DGA           | bez rezultatu | 1962 Najlepsze osiągnięcie reżyserskie w filmie fabularnym Daniel Petrie                     |

## Wyróżnienia
| Rok wyróżnienia | Amerykański Instytut Filmowy                             | Miejsce     |
| --------------- | -------------------------------------------------------- | ----------- |
| 2006            | Lista 100 najbardziej inspirujących filmów wszech czasów | 65. miejsce |